# スティーヴ・ボールド
スティーヴ・ボールド（Stephen Andrew Bould、1962年11月16日 - ）は、イングランド・ストーク＝オン＝トレント出身の元サッカー選手で指導者。イングランド代表として2試合のプレー経験がある。現役時代のポジションはDF(センターバック)。

## 経歴
1988年にストーク・シティからアーセナルFCに移籍、1999年まで在籍し、通算では372試合に出場(リーグ戦では通算287試合。)この間3度リーグ優勝、FAカップ、カップウィナーズカップなどのタイトルを獲得した。
引退後、2001年から2012年までアーセナルのアカデミーを指導、2012年から2019年まではトップチームのアシスタントコーチを務め、その後2019年から21年までU-23チームを指導していた。

## タイトル

### クラブ
アーセナル
- フットボールリーグファーストディビジョン : 1988–89, 1990–91
- プレミアリーグ : 1997-98
- FAカップ : 1992–93, 1997–98
- UEFAカップウィナーズカップ : 1993-94
- FAチャリティ・シールド : 1967

個人タイトル
- アーセナル年間最優秀選手 : 1991-92